# Bernhard Wolff
Bernhard Wolff (3 de març de 1811 - 11 de maig de 1879) va ser un magnat dels mitjans de comunicació alemanys. Va ser editor de Vossische Zeitung, fundador de National Zeitung (1848-1938), i fundador de Wolffs Telegraphisches Bureau (1849 - 1934), una de les primeres agències de premsa a Europa i un dels tres grans monopolis telegràfics europeus fins a l'època de la Segona Guerra Mundial; els altres dos eren l'agència anglesa Reuters i la francesa Havas.
Va ser el segon fill d'un banquer jueu, va viure i va morir a Berlín. La seva tomba es conserva al cementiri jueu de Schönhauser Allee al barri berlinès de Prenzlauer Berg.